# Thomas Grey, 1. Baron Richemount Grey
Thomas Grey, 1. Baron Richemount Grey (auch Rougemont oder Rugemont Grey) († Dezember 1461) war ein englischer Adliger.
Thomas Grey war ein jüngerer Sohn des Sir John Grey (1387–1439) aus dessen Ehe mit Lady Constance (1387–1437), der ältesten Tochter von John Holland, 1. Duke of Exeter und Elizabeth of Lancaster.
Sein Vater starb 1439, nach dem Tod seines Großvaters Reginald Grey, 3. Baron Grey de Ruthin 1440 erbte sein älterer Bruder Edmund dessen Besitzungen. Thomas Grey wurde vor Februar 1441 zum Knight Bachelor geschlagen. Trotz seiner Jugend wurde er am 25. Juni 1450 durch Writ of Summons als Baron Richemount Grey in das Parlament berufen. sein Titel wurde nach Ridgmount in Bedfordshire, das im Besitz seines Bruders war, benannt. 1455 diente er als Friedensrichter von Bedfordshire. Über seine Großmutter Elizabeth of Lancaster war er ein Urenkel von John of Gaunt und während der Rosenkriege unterstützte er das Haus Lancaster. In Folge der Niederlage von Towton im März 1461 wurde er im November 1461 wegen Hochverrats geächtet, womit sein Adelstitel verwirkt war und seine Besitzungen eingezogen wurden. Er geriet in Gefangenschaft und wurde schließlich hingerichtet.
Thomas Grey hatte vor dem 14. Februar 1446 Hon. Margaret Ferrers († 1451/52) geheiratet, eine Tochter von William Ferrers, 5. Baron Ferrers of Groby. Sie war die Witwe seines entfernten Verwandten Richard Grey, 6. Baron Grey de Wilton. Die Ehe blieb kinderlos.